# 井上真央
井上 真央（いのうえ まお、1987年〈昭和62年〉1月9日 - ）は、日本の女優。神奈川県横浜市磯子区出身。明治大学文学部文学科演劇学専攻卒業。アン・ヌフ所属。

## 略歴
4歳の時、母親の薦めで劇団東俳に入り、5歳から子役としてキャリアを開始する。
デビュー作は1992年の『真夏の刑事』（テレビ朝日）で、パトカーにはねられて死んでしまう子供の役だった。以降、『藏』（NHK）で松たか子の幼少時代や「三井のリハウス」のCMで池脇千鶴の妹役を演じるなど、多くのドラマやCMに出演する。1999年から2003年にかけて昼ドラ『キッズ・ウォー』（CBC）シリーズに出演。正義感溢れる少女・今井茜を演じて注目を集めた。
2002年、『樋口一葉』で舞台初出演。2004年、大学進学に向け学業に専念するため芸能活動を一時休止。同年、たむらプロからセブンス・アヴェニューへ移籍。2005年、芸能活動を再開すると、同年10月に『花より男子』（TBS）で連続ドラマ初主演を果たす。同作は『花より男子2』（2007年）、映画版の『花より男子F』（2008年、自身にとっては映画初主演作）と続く人気シリーズとなった。2006年、『チェケラッチョ!!』で映画初出演。2007年、『ファースト・キス』で初のフジテレビ月9ドラマ主演及びヒロイン役を務める。2009年3月に明治大学文学部文学科演劇学専攻を卒業。
2011年、連続テレビ小説『おひさま』（NHK）ではオーディションなしでヒロインを演じ、同年末の「第62回NHK紅白歌合戦」で紅組司会を務めた。また同年公開の『八日目の蝉』で第35回日本アカデミー賞最優秀主演女優賞を受賞した。
2014年、劇場版アニメ『それいけ!アンパンマン りんごぼうやとみんなの願い』で声優に初挑戦。
2015年、『花燃ゆ』（NHK）で大河ドラマ初主演。2016年、セブンス・アヴェニューからアン・ヌフ（岸部一徳らが所属）へ移籍。

## 人物
- 明治大学文学部卒業。学位は学士（文学）[10]。大学に行こうと思ったきっかけは、子役時代に共演した檀ふみに「学業は芝居の邪魔にならない」と言われたことだと語っている。大学の卒論テーマは尊敬する杉村春子である[11]。
- 趣味はドライブ、特技は日本舞踊。
- 文字や手紙を書くことが好きで、宝物も手紙である[12][13]。『おひさま』の劇中で主人公・陽子が書く文字や手紙も全て演じている本人の直筆である[14][15]。また、本人曰く「ドラマの中の手紙を書くシーンのおかげ」で、最も万年筆が似合う著名人を選出する「第8回万年筆ベストコーディネイト賞2011」の「一般選出部門」を受賞した[16]。
- 幼稚園児のころからテレビの前に座っていたドラマっ子であり、月9は『空から降る一億の星』が好きだったとのこと[17]。
- 自分が映画やドラマを見る際には「生きづらさ」を抱えている人の感情を一つずつ丁寧にすくいとるような作品が好きであり、自身の芝居にも生かしていきたいと話している[18][19]。
- 小学生時代に当時60代の女性から初めてのファンレターをもらい、その女性の「大人になっても時代劇に出てほしい」という希望を汲んで、2014年4月現在、ピアスホールは開けていない[13]。
- 兄がおり、自分は末っ子で弟や妹が欲しいと思ったこともあった[20]。
- SNSは一切開設しておらず、その理由として「隠してる方が楽しいじゃないですか」とプライベートを隠しておきたいと『さんまのまんま39年目も昇り調子SP』（関西テレビ）で説明している[21]。

### エピソード
- ドラマ『花より男子』と『週刊ザテレビジョン』による企画として、2005年12月9日号（11月30日発売号）の表紙に掲載された直筆サイン入りレプリカレモンがYahoo!JAPANチャリティーオークションに出品された（2005年12月2日 - 12月9日）。
- 映画『僕の初恋をキミに捧ぐ』で演じた役“繭”名義でアメブロに期間限定でブログを開設（2009年9月18日 - 2010年9月10日）。
- アメブロに期間限定で井上真央オフィシャルブログを開設（2011年12月27日 - 2013年5月15日）。
- 映画『綱引いちゃった!』の舞台となった大分市の観光特使に就任（2012年9月30日）。

## 出演

### 映画
- チェケラッチョ!!（2006年4月22日、東宝、宮本理江子監督） - 南風原唯 役
- ゲゲゲの鬼太郎（2007年4月28日、松竹、本木克英監督） - 三浦実花 役
- 怪談（2007年8月4日、松竹、中田秀夫監督） - お久 役
- 花より男子F（2008年6月28日、東宝、石井康晴監督） - 牧野つくし(主演) 役
- 僕の初恋をキミに捧ぐ（2009年10月24日、東宝、新城毅彦監督） - 種田繭(主演) 役
- ダーリンは外国人（2010年4月10日、東宝、宇恵和昭監督） - さおり(主演) 役
- シュアリー・サムデイ（2010年7月17日、松竹、小栗旬監督） - 後藤翔子 役〈友情出演〉
- 太平洋の奇跡 -フォックスと呼ばれた男-（2011年2月11日、東宝、平山秀幸監督） - 青野千恵子 役
- 八日目の蟬（2011年4月29日、松竹、成島出監督） - 秋山恵理菜(主演) 役
- 綱引いちゃった!（2012年11月23日、東宝、水田伸生監督） - 西川千晶(主演) 役
- 謝罪の王様（2013年9月28日、東宝、水田伸生監督） - 倉持典子 役
- 永遠の0（2013年12月21日、東宝、山崎貴監督） - 松乃 役
- 白ゆき姫殺人事件（2014年3月29日、松竹、中村義洋監督） - 城野美姫(主演) 役
- 焼肉ドラゴン（2018年6月22日、KADOKAWA / ファントム・フィルム、鄭義信監督） - 梨花 役[22]
- カツベン!（2019年12月3日、東映、周防正行監督） - 橘琴江役
- 一度も撃ってません（2020年7月3日、キノフィルムズ、阪本順治監督） - 福原歌留多 役[23]
- 大コメ騒動（2021年1月8日、ラビットハウス / エレファントハウス、本木克英監督） - 松浦いと(主演) 役[24]
- わたしのお母さん（2022年11月11日、ベストブレーン、杉田真一監督） - 夕子(主演) 役[25][26][注 1]
- サンセット・サンライズ（2025年1月17日、ワーナー・ブラザース映画、岸善幸監督） - 関野百香 役[27]

### テレビドラマ

#### 連続ドラマ
- 真夏の刑事（1992年、テレビ朝日）
- 学校があぶない（1992年、TBS） - 朝倉真美（幼少時代） 役
- いつみても波瀾万丈（1992年、日本テレビ） - 五月みどり（幼少時代） 役
- 月曜・女のサスペンス 潰された顔!残酷な写真・渡良瀬川甦る殺人残像（1992年、テレビ東京）
- 忍者戦隊カクレンジャー（1994年、テレビ朝日） - ニンジャホワイト・鶴姫（幼少時代） 役
- 藏（1995年、NHK総合） - 田乃内烈（幼少時代） 役[28]
- 元気をあげる〜救命救急医物語（1996年、NHK総合） - 二谷舞子 役
- 新・半七捕物帳（1997年、NHK総合）
- 寺子屋ゆめ指南（1997年、NHK総合） - お咲 役
- 緋の稜線（1998年、東海テレビ） - 各務望恵 役

- 櫂（1999年5月13日・20日、NHK-BS2） - 富田綾子 役[29]

- キッズ・ウォー〜ざけんなよ〜（1999年8月2日 - 9月24日、CBC） - 今井（中西）茜 役
  - キッズ・ウォー2 〜ざけんなよ〜（2000年5月29日 - 7月28日）
  - キッズ・ウォー3 〜ざけんなよ〜（2001年7月30日 - 9月28日）
  - キッズ・ウォースペシャル 〜ざけんなよ〜（2002年7月20日）
  - キッズ・ウォー4 〜ざけんなよ〜（2002年9月30日 - 11月22日）
  - キッズ・ウォースペシャル 〜愛こそすべてだ!ざけんなよ〜（2002年12月25日）
  - キッズ・ウォー5 〜ざけんなよ〜（2003年7月28日 - 9月26日）
  - キッズ・ウォースペシャル 〜これでファイナル!ざけんなよ〜（2003年11月28日）
- ホームドラマ!（2004年4月16日 - 6月25日、TBS） - 長峰翔子 役
- 花より男子（2005年10月21日 - 12月16日、TBS） - 牧野つくし(主演) 役
  - 花より男子2（2007年1月5日 - 3月16日）
- ファースト・キス（2007年7月9日 - 9月17日、フジテレビ） - 福永美緒(主演) 役
- 獣医ドリトル（2010年10月17日 - 12月19日、TBS） - 多島あすか 役
- 連続テレビ小説 おひさま（2011年4月4日 - 10月1日、NHK総合） - 須藤（丸山）陽子(主演) 役
- トッカン 特別国税徴収官（2012年7月4日 - 9月19日、日本テレビ） - 鈴宮深樹(主演) 役
- 大河ドラマ 花燃ゆ（2015年、NHK総合） - 杉文(主演) 役
- 明日の約束（2017年10月17日 - 12月19日、関西テレビ） - 藍沢日向(主演) 役[30]
- 少年寅次郎（2019年10月19日 - 11月16日 、NHK総合） - 車光子(主演) 役
  - 少年寅次郎SP（2020年12月4日、12月11日）
- 二月の勝者-絶対合格の教室-（2021年10月16日 - 12月18日、日本テレビ） - 佐倉麻衣 役[31][32]
- 100万回 言えばよかった（2023年1月13日 - 3月17日、TBS） - 相馬悠依(主演) 役[33][34]

#### スペシャルドラマ・単発ドラマ
- 心の旅シリーズ『波多町（なみだまち）』前後編（1993年、関西テレビ）
- 鍵師2（1994年、フジテレビ） - 野平香織 役
- 月曜ドラマスペシャル 真夜中の乗客（1994年、TBS）
- 明日に別れの接吻を（1996年、テレビ朝日） - 小早川有里沙 役
- 金曜エンタテイメント グルメミステリー 女出張料理人が行く!!（1997年、フジテレビ）
- FNSの日 2000 FNS 1億2700万人の27時間テレビ夢列島 〜家族 愛 Love You〜スペシャルドラマ『父さん』（2000年7月8日、フジテレビ） - 大村優 役
- 終戦六十年スペシャルドラマ『火垂るの墓 -ほたるのはか-』（2005年11月1日、日本テレビ） - 澤野なつ・光村恵子 役〈二役〉
- シェイクスピア ドラマスペシャル 第1夜『王様の心臓〜リア王より〜』（2007年4月6日、日本テレビ） - 刈谷さくら 役
- 花いくさ〜京都祇園伝説の芸妓・岩崎峰子〜（2007年11月23日、フジテレビ） - 岩崎峰子(主演) 役
- 新春スペシャルドラマ あんみつ姫（2008年1月6日、フジテレビ） - あんみつ姫(主演) 役
  - 新春スペシャルドラマ あんみつ姫2（2009年1月11日）
- JNN50周年記念スペシャルドラマ『天国で君に逢えたら』（2009年9月24日、TBS） - 野々上夏子 役
- 世にも奇妙な物語 秋の特別編 『検索する女』（2009年10月5日、フジテレビ） - 岡崎加奈子(主演) 役
- 樅ノ木は残った（2010年2月20日、テレビ朝日） - 宇乃 役
- ヒューマンドラマスペシャル ぱじ〜ジイジと孫娘の愛情物語（2013年3月27日、テレビ東京） - 25歳の咲田もも 役〈特別出演〉
- メ〜テレ開局55周年記念ドラマ「乱反射」（2018年9月22日、メ〜テレ） - 加山光恵 役[35]
- 夜のあぐら 〜姉と弟と私〜（2022年4月9日、BS松竹東急） - 秋子(主演) 役[36]

#### ゲスト出演
- 暴れん坊将軍VII 第17話「子連れ刺客」（1997年、テレビ朝日） - 小夜 役
- 水戸黄門 第25部 第14話「飛猿が恋をした・岡山」（1997年、TBS） - 造り酒屋出石屋の娘・千枝 役
- 金のたまご 第3話（1997年、TBS）
- 金さんVS女ねずみ 第8話「二代目極道の妻」（1998年、テレビ朝日） - とんぼ 役
- 救命病棟24時 第3シリーズ 第1話 - 第4話（2005年1月 - 3月、フジテレビ） - 小久保紗英 役
- 華麗なるスパイ 第1話（2009年7月18日、日本テレビ） - 吉澤亜美 役
- 緊急救命病棟24時〜救命医・小島楓 第4話『希望』（2009年8月4日、フジテレビ） - 小久保紗英 役

### 舞台
- ストーンウェル第54回公演『樋口一葉』（2002年11月4日 - 11月29日、石井ふく子演出） - 美登利 役
- NODA・MAP第18回公演『MIWA』（2013年10月4日 - 12月8日、野田秀樹作・演出） - マリア 役
- NODA・MAP第20回公演『逆鱗』（2016年1月29日 - 4月3日、野田秀樹作・演出） - ザコ 役

### 劇場アニメ
- それいけ!アンパンマン りんごぼうやとみんなの願い（2014年7月5日公開、東京テアトル） - りんごぼうや 役
- ルドルフとイッパイアッテナ（2016年8月6日公開、東宝） - ルドルフ(主演) 役[37]

### ドキュメンタリー
- NHKスペシャル「日野原重明 100歳 いのちのメッセージ」（2011年10月8日、NHK総合） - ナレーション
- 証言ドキュメント 永遠に咲け なでしこジャパン 日本女子サッカーの30年（2012年3月26日 - 28日、NHK BSプレミアム） - ナレーション
- 輝く女 「井上真央（前編）」（2012年6月9日、NHK BSプレミアム）[38]
  - 輝く女 「井上真央（後編）」（2012年6月16日）[39]
- 情熱大陸「井上真央が撮る小田和正」（第1夜-2012年6月10日、第2夜-2012年6月17日、毎日放送） - 演出
- NNNドキュメント「戦場に咲いた小さな花 山本美香という生き方」（2012年10月15日、日本テレビ） - ナレーション
- 特集スポーツドキュメント「13歳のゴール 少年たちは それでも夢を見る」（2013年3月21日、NHK BS1） - ナレーション[40]
- NHKスペシャル「みんなの夢まもるため〜やなせたかし“アンパンマン人生”〜」（2014年1月5日、NHK総合） - ナレーション[41]
- ETV特集「信さん101歳 ツルさん103歳 〜どっこい生きたふたりの100年〜」（2014年3月1日、NHK教育） - ナレーション[42]
- テレビ東京開局50周年特別企画「池上彰のJAPANプロジェクト〜50年前のニッポン 未来のニッポン〜」（2014年4月12日、テレビ東京） - ナビゲーター
- 目撃!にっぽん「いつか、外に出られる日まで～ある精神科病棟の10か月～」（2018年12月2日、NHK総合） - ナレーション[43]
- ひとモノガタリ「ちょっぴり“遅い夢”だけど」（2019年3月21日、NHK総合） - ナレーション[44]
- 音で語らう～三浦文彰×辻井伸行～（2019年8月30日、NHK BSプレミアム） - ナレーション[45]

### 音楽番組
- NHK紅白歌合戦（NHK総合・ラジオ第1）
  - 第62回（2011年12月31日） - 紅組司会
  - 第65回（2014年12月31日） - ゲスト審査員

### バラエティ番組
- 新春大売出し!さんまのまんま（関西テレビ） - 2008年から2017年まで10年連続ゲスト出演

### CM
- 三井不動産販売 「リハウス」（1997年 - 1999年） - リハウスガール池脇千鶴の妹 役
- 花王 「ブローネ薫りヘアカラー」（2000年）
- 家庭教師のトライ（2006年7月 - 2007年） - 本人が大学進学を目指すため、実際に派遣された家庭教師に就いて勉強していたとのこと
- みずほ銀行「みずほマイレージクラブ」等（2006年 - 2016年）
- カゴメ
  - 「野菜生活100」（2007年3月 - 2008年3月）
  - 「ラブレダブル」（2021年 - ）
- 明治製菓（現：明治）
  - 「Panky」（2007年）
  - 「手作りチョコ」（2007年 - 2008年）
  - 「果汁グミ」（2008年）
- エーザイ 「チョコラBBシリーズ」（2008年3月 - 2012年2月）
- NTT西日本 「フレッツ光」（2010年2月 - 2013年12月）
- 江崎グリコ 「アイスの実」（2010年）
- アサヒビール「アサヒダイレクトショット」（2012年）
- プーマ「PUMA PLAY TIME」（2012年11月 - 2013年10月）
- アサヒフードアンドヘルスケア「クリーム玄米ブラン」（2013年3月 - 2016年3月）
- 大正製薬「リポビタンファイン」（2014年 - 2016年）
- 宝酒造「松竹梅白壁蔵『澪』」（2016年 - 2017年）[46]
- キリンビール「本麒麟」（2018年）
- グラクソ・スミスクライン「家族で話そう、帯状疱疹。」（2023年） - 風吹ジュンと共演[47]

### MV
- 「こころ」小田和正（2007年）

## 受賞歴

### 女優業
- 第47回ザテレビジョンドラマアカデミー賞 主演女優賞（『花より男子』）[48]
- 第10回（2006年度）日刊スポーツ・ドラマグランプリ 主演女優賞（『花より男子2』）
- MTV STUDENT VOICE AWARDS 2007 最優秀女優賞
- 第16回（2007年度）橋田賞 新人賞[49]
- ニコロデオン キッズ・チョイス・アワード 2008 女優賞
- 第3回（2011年度）TAMA映画賞 最優秀新進女優賞（『八日目の蝉』『太平洋の奇跡』）
- 第35回山路ふみ子映画賞 新人女優賞（『八日目の蝉』）[50]
- 第24回日刊スポーツ映画大賞・石原裕次郎賞 新人賞（『八日目の蝉』『太平洋の奇跡』）
- 第35回日本アカデミー賞 最優秀主演女優賞（『八日目の蝉』）[51]
- 第36回（2011年度）エランドール賞 新人賞[52]
- 第3回（2011年度）日本シアタースタッフ映画祭 主演女優賞（『八日目の蝉』）
- 第70回ザテレビジョンドラマアカデミー賞 主演女優賞（『おひさま』）[53]
- 第38回日本アカデミー賞 優秀主演女優賞（『白ゆき姫殺人事件』）[54]

### その他
- 第10回（2007年度）ネイルクィーン 女優部門[55]
- 第22回（2009年度）日本メガネベストドレッサー賞 芸能界部門[56]
- 第8回万年筆ベストコーディネイト賞 2011 一般選出部門[57]
- 第27回（2016年度）日本ジュエリードレッサー賞 20代部門[58]
- 第22回（2018年度）E-ライン・ビューティフル大賞[59]

## DVD・ビデオ
- 十五の夏に（2002年、竹書房）

## 書籍
- 十五の夏に（2002年、竹書房） ISBN 4812410126
- 井上真央 2007（2007年、公式サイト・TSUTAYA Onlineのみの限定販売だったが後に書店販売） ISBN 4902342111